# Мамољ
Мамољ (словен. Mamolj) је насељено место у општини Литија, Засавска регија, Словенија.

## Историја
До територијалне реорганизације у Словенији био је у саставу старе општине Литија.

## Становништво
У попису становништва из 2011. године, Мамољ је имао 130 становника.
| Број становника према пописима | Број становника према пописима | Број становника према пописима |
| ------------------------------ | ------------------------------ | ------------------------------ |
| 1991                           | 2002                           | 2011                           |
| 118                            | 112                            | 130                            |

Напомена: Године 1953. настала спајањем насеља Згорњи Мамољ, Подмиљ и Сподњи Мамољ, која су укинута.

## Галерија
- засеок Чебелник
- засеок Лошч
- засеок Подмиљ